# 鳥取県の高校野球
鳥取県の高校野球（とっとりけんのこうこうやきゅう）は鳥取県における高校野球の歴史、過去に行われた地方大会、県勢の出場した全国大会などの成績をまとめるとともに、歴代参加校を紹介する。

## 概要
参加校数
2014年現在、硬式の部25校、軟式の部11校が高野連に加盟し活動している（軟式は人数不足の学校もあり、大会出場校数は流動的）。加盟校は都道府県別で全国最少であり、1県1代表制の導入されている全国高校野球選手権地方大会の中では、最も出場校が少なく、甲子園出場への競争率が低い。硬式は統廃合（倉吉総合産、鳥取中央育英新設）、倉吉農再加盟の関係で、一時27校まで増えた。

## 歴史
鳥取・島根両県は明治中期から山陰大会が行われるほどの野球どころであった。全国中等学校優勝野球大会（現・全国高校野球選手権大会）の草創期、鳥取中（現・鳥取西）は早稲田大学からコーチを招いて指導を受け、当時としては先進的だったスコアブックを用いての分析やゴロ打ち主義などの戦術を用いて戦い、全国舞台で活躍した。一方、西部の雄・米子中（現・米子東）は、主に慶應義塾大学のコーチを招いて力をつけた。鳥取県の野球は、鳥取西と米子東の戦いの歴史であるとも言われる。
大正・昭和初期は鳥取中・鳥取一中が全国大会に出場を重ね、夏4強は4回を数える。
1950〜60年代は主に元プロ野球選手の岡本利之に率いられた米子東が甲子園に度々出場。60年のセンバツ準優勝をはじめ、全国の舞台で結果を残した。
1970年代後半からは、関西からの所謂「野球留学生」を多く抱える倉吉北の活躍が目立った。
現在は他県のレベル向上が著しく、また人口が少ないことに加え優れた人材が分散してしまう面があり、全国大会では苦戦を強いられている。県内高校生のドラフト指名は1985年の境・足立亘以降いない。大学野球や社会人野球で活躍する人材も近年はほとんどいないのが実情である。2011年に県外からの野球留学生がメンバーの多くの占めた鳥取城北が明治神宮大会で4強入りしたのは、久々の吉報だった。

### 全国大会
春夏連続出場
- 1927年： 鳥取一中
- 1933年： 鳥取一中
- 1935年： 米子中
- 1960年： 米子東
- 1980年： 倉吉北
- 1993年： 鳥取西
- 2012年： 鳥取城北
- 2019年： 米子東

### 地方大会
連覇
（全国高等学校野球選手権大会1県1校制導入以降）
秋春夏連覇
- 1978-79年： 境

春夏連覇
- 1979年： 境
- 1980年： 倉吉北
- 1990年： 境
- 1998年： 境
- 2000年： 米子商
- 2005年： 鳥取西
- 2010年： 八頭
- 2019年： 米子東

ミラクル根雨・ミラクル総産
1995年の第77回全国高校野球選手権鳥取大会、根雨は準々決勝で連覇を狙った八頭に9回逆転サヨナラ3点本塁打で、準決勝で優勝候補の倉吉北に延長12回サヨナラで勝利。決勝では倉吉東に敗れ準優勝に終わったが、ミラクル根雨と呼ばれる破竹の快進撃を見せた。2007年の第89回全国高校野球選手権鳥取大会では、倉吉総合産が快進撃。倉吉産・倉吉工の後身である新設校で、1年生が入部するまで部員11人と少数だったが、1回戦倉吉西を相手に夏初勝利を挙げると、2回戦米子工戦では代打の1年生がサヨナラ打、準決勝も延長10回サヨナラで倉吉東を下した。決勝では境に敗れ準優勝。ミラクル根雨に倣ってミラクル総産と呼ばれた。

### 年表
- 1889年 - この頃、野球が横山貞松と住野仙蔵によって尋常師範と尋常中に伝えられる。
- 1896年 - 鳥取中野球部創設。
- 1898年 - 鳥取県師範野球部創設。県内最初の試合が鳥取中と尋常師範の間で行われ鳥取中大勝。
- 1900年 - 二中野球部創設。
- 1904年 - 鳥取中と二中が初対戦（1902年とする説もある）。
- 1911年 - 山陰大会（松江中主催）が始まる。米子中出場。
- 1913年 - 倉吉中野球部創設、山陰大会出場。米子中・松江中戦で応援団紛争。
- 1915年 - 第1回全国中等学校優勝野球大会開催。県予選出場校は鳥取中、鳥取師範、米子中、倉吉中。山陰大会決勝は豊中グランド。鳥取中が出場、開幕試合で勝つ。
- 1916年 - 鳥取中、第2回全国中等学校優勝野球大会で4強。
- 1920年 - 鳥取中、第6回全国中等学校優勝野球大会で4強。
- 1924年 - 第1回選抜中等学校野球大会開催（県勢は不出場）。鳥取一中、第10回全国中等学校優勝野球大会で4強。
- 1927年 - 鳥取一中、第4回選抜中等学校野球大会に県勢初出場。
- 1929年 - 鳥取一中、第15回全国中等学校優勝野球大会で4強。
- 1943年 - 戦中最後の対外試合、鳥取一中-米子中戦。
- 1946年 - 鳥取県中等学校野球連盟結成（のちに鳥取県高等学校野球連盟と改称）。第28回県予選、鳥取一中と米子中2校で再開。
- 1956年 - 米子東、第38回全国高等学校野球選手権大会で4強、第11回国民体育大会で準優勝。
- 1957年 - 日布親善高校野球試合米子大会開催。ハワイ州選抜-鳥取県選抜。
- 1960年 - 米子東、第32回選抜高等学校野球大会、第15回国民体育大会で準優勝。
- 1961年 - 米子東、第33回選抜高等学校野球大会で4強。日布親善高校野球試合米子大会開催。ハワイ州選抜-米子東。
- 1964年 - 根雨、第9回全国高等学校軟式優勝野球大会で4強。
- 1981年 - 倉吉北、第53回選抜高等学校野球大会で4強。米子工、第26回全国高等学校軟式野球大会で4強。
- 1985年 - 鳥取西、第40回国民体育大会（硬式の部）で4強。
- 1988年 - 日韓親善高校野球鳥取大会開催。韓国選抜-鳥取県選抜。
- 2001年 - 日米親善高校野球大会開催。ハワイ州選抜-鳥取県選抜。
- 2011年 - 鳥取城北、第42回明治神宮野球大会（高校の部）で4強。
- 2014年 - 八頭、第69回国民体育大会（硬式の部）で4強。

## 大会

### 硬式の部
- 選抜高等学校野球大会
- 東部・中部・西部地区高等学校野球春季交流戦（オープン戦）
- 春季鳥取県高等学校野球大会兼春季中国地区高等学校野球大会鳥取県予選
- 春季中国地区高等学校野球大会
- 山陰高等学校野球大会
  - 山陰高等学校野球大会 (旧)
- 全国高等学校野球選手権鳥取大会
  - 全国高等学校野球選手権山陰大会
  - 全国高等学校野球選手権東中国大会
- 全国高等学校野球選手権大会
- 国民体育大会高等学校野球競技
- 東部・中部・西部地区高等学校野球秋季リーグ戦（準公式戦。秋季県大会シード校決定）
- 秋季鳥取県高等学校野球大会兼秋季中国地区高等学校野球大会鳥取県予選
- 秋季中国地区高等学校野球大会
- 明治神宮野球大会
- 東部・中部・西部地区高等学校野球1年生大会（準公式戦）

### 軟式の部
- 春季鳥取県高等学校軟式野球大会
- 中国地区高等学校軟式野球大会
- 鳥取県高等学校総合体育大会
- 全国高等学校軟式野球選手権鳥取大会
- 全国高等学校軟式野球選手権東中国大会
- 全国高等学校軟式野球選手権大会
- 国民体育大会高等学校野球競技
- 秋季鳥取県高等学校軟式野球大会

## 成績

### 全国大会での成績
4強以上の成績は「歴史」の項も参照。

#### 硬式の部
- 選抜高等学校野球大会 (鳥取県勢)
- 全国高等学校野球選手権大会 (鳥取県勢)
- 国民体育大会高等学校野球競技 (鳥取県勢)
- 明治神宮野球大会 高校の部 (鳥取県勢)

#### 軟式の部
- 全国高等学校軟式野球選手権大会 (鳥取県勢)
- 国民体育大会高等学校野球競技 (鳥取県勢)

### 地方大会での成績

#### 硬式の部
- 中国地区高等学校野球大会 (鳥取県勢)

## 現在活動中の野球部
※太字の学校は甲子園（選手権、選抜）または明石（軟式選手権）出場経験校、氏名は現役プロ選手（斜体はNPB以外の球団）
※旧校名は主なものを掲載

### 硬式の部
| 学校･所在地  | 旧校名                 | 特記事項                                            | 主な出身プロ選手                                                   |
| 東 部 地 区  | 東 部 地 区            | 東 部 地 区                                         | 東 部 地 区                                                        |
| 鳥 取 市     | 鳥 取 市               | 鳥 取 市                                            | 鳥 取 市                                                           |
| ------------ | ---------------------- | --------------------------------------------------- | ------------------------------------------------------------------ |
| 鳥取西       | 鳥取中→鳥取一中→鳥取一 | 夏全国第1回開幕戦勝利。夏4強4回。                   | 藤井勇、中河美芳、山根俊英、高垣義広、福士敬章、浜納一志、田子譲治 |
| 鳥取東       | 鳥取二中               | 鳥取二中時代に春1回出場。                           |                                                                    |
| 鳥取商       |                        | 夏4回出場。                                         |                                                                    |
| 鳥取工       | 鳥取                   | 春1回出場。                                         | 西村秀一                                                           |
| 鳥取湖陵     | 鳥取西工               |                                                     |                                                                    |
| 青谷         |                        |                                                     |                                                                    |
| 鳥取城北     |                        | 秋季中国大会優勝1回。春1回・夏3回出場。神宮4強1回。 | 川口和久、能見篤史、藤原良平                                       |
| 岩美郡岩美町 |                        |                                                     |                                                                    |
| 岩美         |                        |                                                     |                                                                    |
| 八頭郡八頭町 |                        |                                                     |                                                                    |
| 八頭         |                        | 秋季中国大会準優勝1回。春1勝・夏2勝                 | 田中由郎                                                           |
| 中 部 地 区  |                        |                                                     |                                                                    |
| 倉 吉 市     |                        |                                                     |                                                                    |
| 倉吉東       | 倉吉中→倉吉            | 春16強。                                            |                                                                    |
| 倉吉西       |                        |                                                     | 涌嶋大希                                                           |
| 倉吉総合産   | 倉吉産・倉吉工         | 倉吉産時代に秋季中国大会4強。選抜補欠校1回。        |                                                                    |
| 倉吉農       |                        | 2003年復活。                                        | 種部儀康、井川博文                                                 |
| 倉吉北       |                        | 春4強と8強が各1回。                                 | 豊岡昭久、矢田万寿男、谷川哲也、加藤伸一、石本龍臣、北風裕貴       |
| 東伯郡北栄町 |                        |                                                     |                                                                    |
| 鳥取中央育英 | 由良育英・赤碕         | 秋季中国大会4強1回。選抜補欠校1回。                 | 小林繁                                                             |
| 西 部 地 区  |                        |                                                     |                                                                    |
| 米 子 市     |                        |                                                     |                                                                    |
| 米子東       | 米子中→米子一          | 県勢最高成績の春準優勝。                            | 湯浅禎夫、清水秀雄、木下勇、土井垣武、宮本洋二郎、野口裕美         |
| 米子西       |                        | 秋季中国大会準優勝。1985年復活。                    | 下村信                                                             |
| 米子工       |                        | 夏1回出場。                                         | 大塚祐司、金本秀夫、松原良明、角盈男                               |
| 米子         |                        | 秋季中国大会4強。                                   |                                                                    |
| 米子工業高専 |                        |                                                     |                                                                    |
| 米子北       |                        | 春季中国大会準優勝。                                |                                                                    |
| 米子松蔭     | 米子商                 | 春1回・夏2回、夏1勝。                               | 沢田守、曽根大二朗、白川 淳一                                      |
| 境 港 市     |                        |                                                     |                                                                    |
| 境           | 境中→境一中            | 春夏各1勝。                                         | 拝藤聖雄、拝藤宣雄、米田哲也、太田枝雄、松田和久、足立亘           |
| 境港総合技術 | 境港工（・×境水産）    | 境港工軟式時代国体出場。選抜21世紀枠補欠校1回。     | 今石浩幸                                                           |
| 日野郡日野町 |                        |                                                     |                                                                    |
| 日野         | 根雨（・×日野産）      |                                                     | 福岡一成                                                           |

### 軟式の部
| 学校･所在地  | 旧校名          | 特記事項            |             |
| 東 部 地 区  | 東 部 地 区     | 東 部 地 区         | 東 部 地 区 |
| 鳥 取 市     | 鳥 取 市        | 鳥 取 市            | 鳥 取 市    |
| ------------ | --------------- | ------------------- | ----------- |
| 鳥取西       |                 | 春中国大会2回優勝。 |             |
| 鳥取工       |                 | 夏1回出場。         |             |
| 鳥取城北     |                 |                     |             |
| 八頭郡智頭町 |                 |                     |             |
| 智頭農林     |                 |                     |             |
| 八頭郡八頭町 |                 |                     |             |
| 八頭         |                 |                     |             |
| 中 部 地 区  |                 |                     |             |
| 倉 吉 市     |                 |                     |             |
| 倉吉北       |                 | 2010年度復活新設。  |             |
| 西 部 地 区  |                 |                     |             |
| 米 子 市     |                 |                     |             |
| 米子東       |                 | 春中国大会優勝。    |             |
| 米子西       |                 |                     |             |
| 米子南       | 米子南→米子南商 |                     |             |
| 米子工       |                 | 夏4強。             |             |
| 米子北斗     |                 |                     |             |
| 境 港 市     |                 |                     |             |
| 境           |                 | 夏1回出場。         |             |
| 日野郡日野町 |                 |                     |             |
| 日野         | 根雨・日野産    | 根雨時代夏4強。     |             |

## かつて存在した野球部

### 硬式の部
- 津田短大附（津田） - 廃部
- 米子南（米子農、米子実） - 廃部
- 倉吉産 - 倉吉工と合併
- 倉吉工 - 倉吉産と合併
- 由良育英 - 赤碕と合併
- 赤碕 - 由良育英と合併

### 軟式の部
- 東伯実
- 養良農
- 由良育英
- 日野実
- 鳥取商
- 鳥取農美和分校
- 鳥取農鹿野分校
- 倉吉工 - 硬式へ移行
- 倉吉産 - 硬式へ移行
- 米子南境分校
- 青谷 - 硬式へ移行
- 米子（法勝寺） - 硬式へ移行
- 鳥取西工 - 硬式へ移行
- 赤碕 - 硬式へ移行
- 境港工 - 硬式へ移行
- 岩美 - 硬式へ移行
- 倉吉農 - 硬式へ移行
- 境水産 - 境港工と合併、廃部
- 淀江産業技術 - 廃校
- 倉吉東
- 米子北